# Alexandru Roman
Alexandru Roman, né le 26 novembre 1826 à Aușeu dans la principauté de Transylvanie et mort en septembre 1897 à Sebeș, est un homme politique, enseignant, académicien et journaliste hongrois d'origine roumaine.

## Enseignement
Alexandru Roman a fait ses études à Beiuș et à Oradea, villes situées dans la principauté de Transylvanie sous le contrôle de l'empire des Habsbourg. Le territoire est peuplé de Hongrois et de Roumains. Il a fréquenté l'université de Vienne, où il a étudié la philosophie, les mathématiques et la théologie. Il a été professeur à l'école secondaire roumaine de Beiuș. Il fut le premier professeur à enseigner en langue roumaine dans le territoire hongrois de la Transylvanie.
En 1851, il devint professeur de l'Académie roumaine de droit à Oradea, et de 1862 jusqu'en 1867, il fut professeur de langue roumaine à l'Université de Budapest. Roman d'Alexandre a été l'un des fondateurs du Département de langue et littérature roumaine à l'Université hongroise.

## Sociétés savantes
Alexandru Roman fut membre de plusieurs sociétés savantes.
En 1851, il a été parmi les organisateurs de la « Société roumaine Junimea Leptura Studioase », puis en 1862, d'organisateur de la « Société Petru Maior ».
En 1866, il a été parmi les membres fondateurs de la « Société littéraire roumaine », qui devint plus tard l'Académie roumaine.

## Journalisme
Il a été rédacteur en chef du journal Concordia (fondée à Budapest en 1861) et fondateur du journal Federațiunea (1868-1876).

## Politique
Alexandru Roman  a subi de nombreuses persécutions politiques des autorités hongroises pour avoir ouvertement défendu la cause des Roumains de Transylvanie. Il publie des articles polémiques contre le régime de l'Autriche-Hongrie. En 1868, un article particulièrement virulent le fait condamner en 1870 à un an de prison au centre pénitentiaire de Vác.
Entre 1865 et 1888, il a été membre du Parlement hongrois de Budapest où il a défendu les droits des Roumains de Transylvanie.